# Melaenosia pustulifera
Melaenosia pustulifera là một loài nhện trong họ Mimetidae. Chúng được Eugène Simon miêu tả năm 1906.